# Veľký Meder

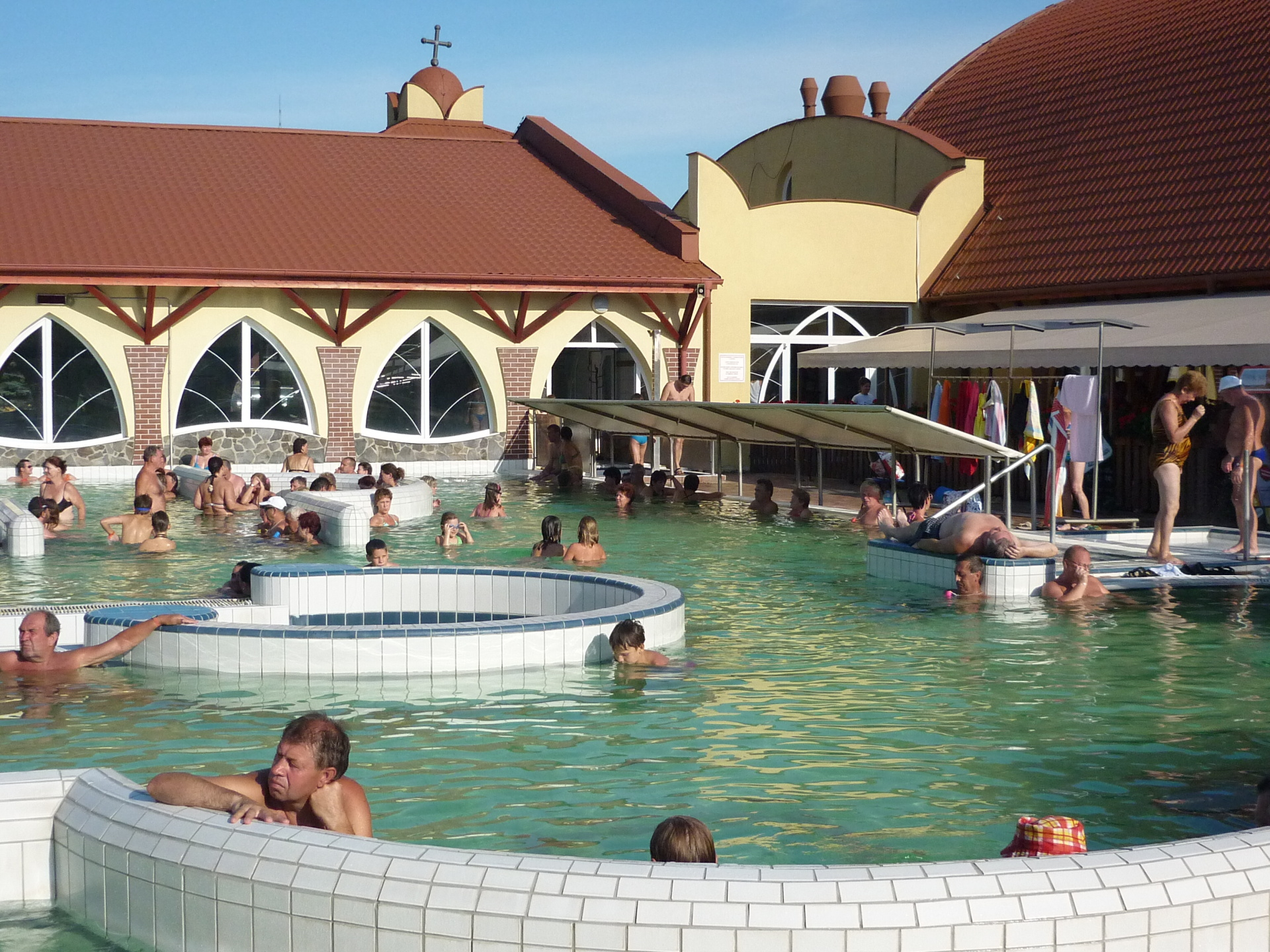
Kąpielisko geotermalne

Veľký Meder (węg. Nagymegyer, 1948–1990 Čalovo) – miasto w południowo-zachodniej Słowacji, w kraju trnawskim, w powiecie Dunajská Streda.

## Położenie
Miasto leży w południowej części Wyspy Żytniej, 8 km na północ od koryta Dunaju i granicy słowacko-węgierskiej. Położone jest ok. 20 km na południowy wschód od Dunajskéj Stredy, 32 km na zachód od Komárna i 25 km na północny wschód od węgierskiego Győr. Przez Veľký Meder biegnie linia kolejowa Bratysława – Komárno.

## Historia
Na terenie miasta znaleziono dowody osadnictwa neolitycznego, zaliczanego do tzw. słowackiej kultury ceramiki linearnej, następnie osadnictwa ze starszej epoki brązu i wreszcie ślady osady germańskiej z czasów rzymskich. Zapewne już w czasach panowania księcia Gejzy I w latach 70. XI w. w miejscu czasowych obozowisk wędrownych plemion powstała stała osada, której mieszkańcami byli członkowie zbrojnego pocztu władcy.
Pierwsza pisemna wzmianka o miejscowości pochodzi z roku 1268. W dokumencie Beli IV, zwanym "Wielką Kartą" (węg. Nagy diploma), pojawia się ona pod nazwą Villa Meger, co świadczy o tym, że w tym czasie była to już znacząca osada. Jako jej właściciel jest w dokumencie wymieniony comes Parabuch, który część swoich włości przekazał synowi imieniem Izsop – stąd nazwa wsi Ižop, która obecnie jest dzielnicą miasta.
W latach I wojny światowej w mieście funkcjonował obóz jeniecki, w którym przetrzymywano żołnierzy serbskich. Kilka tysięcy z nich zmarło tu na skutek epidemii tyfusu. W latach międzywojennych Veľký Meder był miejscem szeregu demonstracji i strajków źle opłacanych robotników rolnych. Po II wojnie światowej miasto, leżące w najbardziej żyznym regionie Wyspy Żytniej, stało się znaczącym ośrodkiem przetwórstwa spożywczego, w tym mleczarstwa. W latach 60. i 70. rozwinął się również przemysł elektromaszynowy i elektroniczny (m.in. zakłady "Elektrosvit" oraz "Tesla").

## Demografia
W 2001 roku 84,6% ludności stanowili Węgrzy (do 2015 roku najliczniejsza społeczność miejska Węgrów na Słowacji), 13,5% Słowacy, Romowie i Czesi 0,7%.

## Kąpielisko termalne
W parku leśnym na obrzeżach miasta, przy drodze do Číčova, znajduje się kąpielisko geotermalne otwarte w 1974 r., noszące imię Macieja Korwina. Na obszarze 14,7 ha znajduje się 5 basenów (w tym jeden basen kryty, całoroczny oraz basen olimpijski długości 50 m) o zróżnicowanych temperaturach wody, duża zjeżdżalnia (tobogan), plaże, boiska sportowe itp. wraz z niezbędną infrastrukturą (szatnie, gastronomia). Dziennie może z nich korzystać ok. 5,5 tysiąca gości. Wody, pobierane z dwóch różnych odwiertów na głębokości 1500 m, mają temperatury odpowiednio 56,5 i 76,5 °C i są bogate m.in. w związki wapnia, potasu, sodu, magnezu i żelaza.